# República Socialista Eslovaca
República Socialista Eslovaca foi uma entidade territorial da República Socialista da Checoslováquia que existiu de 1969 a 1990, e compreende a atual Eslováquia. 
Após a ocupação soviética de 1968, as reformas empreendidas pelo governo de Alexander Dubcek foram abolidas, com exceção a de converter a República Socialista da Checoslováquia em um Estado federal. O país foi dividido em duas repúblicas: a República Socialista Checa e a República Socialista Eslovaca pela Lei Constitucional da Federação, aprovada em 28 de outubro de 1968 e que entraria em vigor em 1 de janeiro de 1969. Foram criados novos parlamentos nacionais (o Conselho Nacional Checo e o Conselho Nacional Eslovaco) e o parlamento nacional foi rebatizado de Assembleia Federal e dividido em duas câmaras: a Casa do Povo e a Casa das Nações. Foi igualmente aprovado um complexo sistema eleitoral para a sua eleição. 
Após a queda do regime na Revolução de Veludo de 1989 seria retirada a denominação de “socialista” e a República Socialista Eslovaca tornou-se a República Eslovaca, mas ainda dentro da Checoslováquia. O complexo sistema eleitoral (onde de facto havia cinco órgãos diferentes, cada um com poder de veto) manteve-se, dificultando e retardando decisões políticas durante a transição para uma economia de mercado. Em 1993, devido à dissolução da Checoslováquia, a República Eslovaca tornou-se um Estado independente.